# La Galissonnière (cruzador)
O La Galissonière foi um cruzador rápido operado pela Marinha Nacional Francesa e a primeira embarcação da Classe La Galissonnière, seguido pelo Jean de Vienne, Marseillaise, Gloire, Montcalm e Georges Leygues. Sua construção começou em novembro de 1931 no Arsenal de Brest e foi lançado ao mar em novembro de 1933, sendo comissionado em outubro de 1936. Era armado com uma bateria principal de nove canhões de 152 milímetros em três torres de artilharia triplas, tinha um deslocamento de mais de nove mil toneladas e alcançava uma velocidade máxima de 31 nós.
O La Galissonière teve um início de carreira tranquilo e sem grandes incidentes. A Segunda Guerra Mundial começou em setembro de 1939 e o navio realizou algumas patrulhas no Mar Mediterrâneo até a derrota da França em junho de 1940. Depois disso permaneceu atracado em Toulon até ser deliberadamente afundado em novembro de 1942 para que não fosse tomado pelos alemães. Seus destroços foram reflutuados pelos italianos, porém foi bombardeado por ataques aéreos Aliados e afundado de novo em agosto de 1944. Deus destroços só foram desmontados em 1952.